# Censure d'Internet en Corée du Sud
La censure d'Internet en Corée du Sud est similaire à la censure présente dans d'autres pays développés, mais elle est centrée sur des éléments précis tels que le blocage des sites internet pro-Corée du Nord, ce qui l'a conduit à être classés comme étant « envahissant »  par OpenNet Initiative. Il est également unique parmi les pays développés de bloquer la pornographie et les contenus considérés comme dangereux pour les mineurs, considérés comme illégaux. Cependant, cette loi est très faiblement appliquée et de nombreux sites pornographiques sont encore librement accessibles. Celle-ci ne s'applique pas aux réseaux sociaux, qui est une source récurrente de pornographie "légale" en Corée du Sud.

## Contexte
Depuis le début d'internet, l'organisme de censure d'Internet sud-coréen a fondamentalement changé. Selon Michael Breen, la censure en Corée du Sud est enracinée dans l'histoire du gouvernement sud-coréen, et a une  tendance à se voir lui-même comme étant « le parent bienveillant des masses ».
De plus, l'anonymat sur internet a sapé le système des titres honorifiques coréens  et de la hiérarchie sociale, rendant ainsi plus facile pour les politiques sud-coréens d'être la cible d’"humiliations". La censure d'internet en Corée du Sud peut être décomposée en trois périodes.
Dans la première période, de 1995 à 2002, le gouvernement a adopté la  Telecommunications Business Act (TBA), qui a été la première loi concernant la censure sur internet dans le monde. Cette loi a créé le Comité d'Éthique sur les Communications Internet (ICEC), qui a surveillé Internet et a fait des recommandations pour que du contenu soit retiré. L'ICEC a fait poursuites judiciaires contre les personnes faisant des déclarations illicites et a bloqué plusieurs sites web étrangers. Dans les huit premiers mois de 1996, ICEC a supprimé près de 220 000 messages sur Internet.
Durant la deuxième période, de 2002 à 2008, le gouvernement a adopté une révision de la législation TBA. Cela a permis à l'ICEC de s'engager dans des moyens plus sophistiqués de surveillance et a permis à d'autres entités bureaucratiques de surveiller internet pour diffamation ou pour bloquer des sites internet violant la loi. Pendant ce temps, il y a eu la volonté politique d'augmenter l'ampleur de la censure sur internet afin de limiter le nombre de suicide, celui-ci augmentant à cause des rumeurs en ligne. En 2007, plus de 200 000 cyberharcèlements ont été signalés.
La troisième période a commencé en 2008, lorsque le président Lee Myung-bak a inauguré des réformes majeures dans la censure de toutes les diffusions. En 2008, le gouvernement sud-coréen a adopté une loi créant un nouvel organisme appelé la Commission des Normes de Communication Coréenne (KCSC). Elle devient le cœur de la censure Sud-Coréenne remplaçant ainsi l'ICEC. La KCSC a été créé pour réglementer le contenu d'internet. Le premier changement majeur fait par le gouvernement de Lee Myung-bak a été de demander aux sites web ayant plus de 100 000 visiteurs par jour d'exiger de leurs utilisateurs d'enregistrer leur vrai nom et leur numéro de sécurité sociale. Un deuxième changement effectué par le gouvernement a été de permettre à la KCSC de suspendre, ou de supprimer toute publication ou  article, pendant 30 jours à partir du moment où une plainte a été déposée. Le but de la nouvelle loi est de lutter contre le cyberharcèlement. Chaque semaine, des portions du web Sud-coréen sont supprimées par la KCSC. En 2013, environ 23 000 pages web Sud-coréennes ont été supprimées et  63 000 autres ont été bloquées par la KCSC.
Le gouvernement sud-coréen maintient une approche très large vers la réglementation de certains contenus en ligne. Il impose aussi une censure sur les discours liés aux élections  et sur un grand nombre de sites web qu'il juge subversifs ou socialement nuisibles. Cette politique est particulièrement prononcée à l'égard de l'anonymat sur Internet. L'OpenNet Initiative classe la censure de l'Internet en Corée du Sud comme étant aussi omniprésente dans les sujets conflictuels et ceux évoquant la sécurité, que sélective dans les domaines sociaux, et n'a trouvé aucune preuve de filtrage dans les outils politiques et Internet. En 2011, la Corée du Sud a été incluse par Reporters Sans Frontières sur la liste des pays Sous Surveillance. Cette désignation a persisté en 2012, où le rapport suggère que la censure en Corée du Sud est similaire à celles de la Russie et de l'Égypte.

## Lois
Durant la dictature militaire de Park Chung-hee et Chun Doo-hwan entre 1961 et 1987, les discours anti-gouvernementaux étaient fréquemment supprimés en mettant en pratique la loi de Sécurité Nationale (NSA, 1948) et les lois de Base sur la Presse (1980). Bien que les Lois de Base sur la Presse ont été abolies en 1987, la NSA est toujours en vigueur. Le gouvernement a utilisé d'autres lois datant de l'aire dictatoriale afin de traduire en justice les critiques dans un contexte contemporain ; par exemple une loi contre la diffusion de « fausses rumeurs » a été utilisée pour inculper un protestant adolescent durant les protestations de 2008 pour l'import de bœuf US.
D'après le droit des affaires sur les télécommunications, trois agences gouvernementales en Corée du Sud ont la responsabilité de la surveillance et de la censure d'Internet :
- le Comité de la régulation des diffusions de Corée ;
- le Korea Media Rating Board ;
- la commission coréenne de sécurité internet (Korea Internet Safety Commission, aka KISCOM).

La KISCOM, créée en 2005, censure internet par le biais d'ordres vers les fournisseurs d'accès internet afin de bloquer l'accès aux " communications subversives", "matériels dangereux envers les mineurs", "cyber diffamation", "violences sexuelles", "cyber harcèlement", et "pornographie et nudité". Les modérateurs ont bloqué ou supprimé 15 000 posts internets en 2008 et plus de 53 000 en 2011.

## Censure politique
La liberté de critiquer les dirigeants, la politique, et l'armée est limitée dans la mesure où cela "ne met pas en danger la sécurité nationale" ou est considérée par les censeurs comment étant de la "cyber diffamation". Le gouvernement a cité des "assassinats et des suicides causé par des insultes excessives, [et] la diffusion de fausses rumeurs et la diffamation" pour justifier la censure.
En mai 2002, la KISCOM a arrêté des sites anti-conscription sur les faits qu'ils ont "refusé la légitimité" de l'armée sud-coréenne. La Marine de la République de Corée a accusé un activiste de diffamation criminelle lorsqu'il a critiqué les plans de construction d'une base navale controversée dans le pays.
Le gouvernement a supprimé le compte Twitter d'un utilisateur qui a maudit le président, et un juge, ayant posté une critique vis-à-vis de la politique de censure du Président a été licencié. En 2010, le bureau du Premier Ministre a autorisé la surveillance d'un civil qui a fait une satire à propos du président Lee Myung-bak.
En 2007, de nombreux blogueurs ont été censurés et leur poste supprimé par la polic pour avoir exprimé une critique, ou même le support envers les candidats présidentiels. Cela a même conduit quelques blogueurs d'être arrêtés par la police. Par la suite, en 2008, juste avant les élections présidentielles, une nouvelle législation qui exigeait que tous les sites majeurs d'internet exigent la vérification de l'identité de leurs utilisateurs a été mise à effet. Ceci s'est appliqué à tous les utilisateurs ayant déjà eu du contenu visible publiquement. Par exemple, pour poster un commentaire sur le site d'un journal, l'inscription de l'utilisateur et le numéro d'identification citoyen sont requis. Pour les étrangers qui ne possèdent pas de telles informations, la copie du passeport doit être faxée et vérifiée. Bien que cette loi ait initialement créé un tollé public, à partir de 2008, la plupart des grands sites internets, incluant Daum, Naver, Nate et Yahoo Korea ont mis en œuvre ce genre de vérification avant que l'utilisateur ne puisse poster quoi que ce soit de publiquement visible. YouTube a refusé de se conformer à cette loi, et opté à la place de désactiver les commentaires sur son site coréen.

### Discussion à propos de la Corée du Nord
La Corée du Sud a banni au moins 65 sites considérés comme sympathisant à la Corée du Nord en utilisant le blocage d'IP. La plupart des sites nord-coréens sont hébergés dans les États-Unis d'Amérique, le Japon et la Chine. Les critiques disent que la seule manière pratique de bloquer une page internet est de refuser son adresse IP, et puisque de nombreux sites nord-coréens sont hébergés dans de larges serveurs avec des centaines d'autres sites, l'impact du nombre de pages bloquées augmente significativement. Il est estimé que plus de 3 000 pages additionnelles sont rendues inaccessibles.[réf. nécessaire]
En septembre 2004, la Corée du Nord a lancé le site de l'université Kim Il-sung, www.ournation-school.com. Seulement trois jours plus tard, les fournisseurs d'accès Internet sud-coréens ont été sommés par la National Police Agency, National Intelligence Service (NIS) et le Ministry of Information and Communication (MIC) de bloquer l'accès à ces sites avec plus de 30 autres incluant Minjok Tongshin, Choson Sinbo, Chosun Music, North Korea Info Bank, DPRK Stamp et Uriminzokkiri.[réf. nécessaire]
En septembre 2007, Kim Kang-pil un activiste du Democratic Labor Party a été condamné à un an de prison pour avoir parlé de la Corée du Nord sur le site de son parti.
En aout 2010, le gouvernement de Corée du Sud a bloqué un compte Twitter opéré par la Corée du Nord.
En janvier 2011, un Coréen du Sud a été arrêté pour avoir fait l'éloge de la Corée du Nord sur des réseaux sociaux.
La politique de 2011 du président sud-coréen, Lee Myung-bak, a inclus de fermer les commentaires pro nord-coréens des réseaux sociaux tels que Facebook et Twitter. Reporters Sans Frontières a écrit que le gouvernement avait "intensifié" sa campagne de censure pro nord-coréenne en 2012 aussi.

## Nudité et Obscénité
Le Gouvernement de Corée du Sud a effectué la censure de sites ayant du contenu homosexuel, entre 2001 et 2003, à travers son Comité d'Éthique sur les Communications Internet (정보통신윤리위원회), un organe officiel du Ministère des Informations et Communications de Corée, sous la catégorisation "Obscénité et Perversion"; par exemple, le site ex-zone a été fait fermé pour des problèmes de contenu homosexuels, en 2001. Cette pratique a été depuis inversée.
Depuis 2008, n'importe qui essayant d’accéder à « des sites indécents » jeux non censurés, pornographie, jeux d'argent, etc., sont automatiquement redirigés vers une page d'avertissement avec écrit « Ce site a été bloqué par la réglementation gouvernementale. »
Les moteurs de recherche requièrent une identification pour chercher des mots clés jugés inappropriés pour les mineurs. Pour de telles recherches, il est demandé une identification de l'âge via le numéro d'identification nationale. Pour les étrangers qui ne possèdent pas de telles informations, la copie du passeport doit être faxée et vérifiée. À partir de 2008, presque tous les moteurs de recherche de Corée du Sud, incluant des moteurs de recherche internationaux (par exemple, Yahoo! Korea), se sont conformés à cette législation. En avril 2009, lorsque la Commission des Communications a ordonné que cette vérification soit mise en place sur  YouTube, Google Korea a bloqué la mise en ligne de vidéo depuis les comptes Coréens. En septembre 2012, Google a réactivé le téléversement de vidéos en Corée après trois ans de blocage.
Le 21 décembre 2010, la Commission des Communications de Corée a annoncé son plan de créer des lignes directrices à propos de la surveillance d'Internet lors de situations politiques tendues ; supprimant automatique tout message anti-gouvernemental qui pourrait conduire à la censure d'internet.

## Critiques
La modification de 2009 de la loi du copyright de Corée du Sud a introduit la riposte graduée (en trois étapes), qui a suscité un grand nombre de critiques, y compris celles concernant les libertés sur Internet et la censure. Des dizaines de milliers de Coréens ont été déconnectés d'Internet après avoir eu, non pas trois avertissements, mais seulement un.
Le 6 septembre 2011, l'Electronic Frontier Foundation a critiqué la Commission des Normes de Communication Coréenne pour avoir proposé la censure et la restriction d'un blog du Dr. Gyeong-sin Park, un militant de la liberté d'expression sur Internet. Le conseiller spécial de la liberté d'expression du Conseil des droits de l'homme des Nations unies a averti le gouvernement Sud Coréen à propos de la censure, notant entre autres que les lois sur la diffamation de Corée du Sud sont souvent utilisées pour punir les déclarations « qui sont vraies et sont d'intérêt public ».
Le discours des fonctionnaires coréens à propos des contenus censurés, les classifiant comme étant "subversif", "illégale", "dangereux" ou apparentés à de la "pornographie" a été noté comme très similaires du discours de leurs homologues Chinois. Les critiques disent aussi que le gouvernement utilise la censure sur la liberté d'expression comme étant « une excuse pratique pour faire taire les critiques » et détendre les débats. Mais ces blocages de redirections peuvent être aisément contournés en utilisant des VPN. De plus, certains navigateurs intègrent nativement la résistance au blocage d'IP (par exemple tor).
Les médias conservateurs sud-coréens fidèles au gouvernement de Lee Myung-bak sont accusés de préconiser davantage de censure sur Internet, car Internet est la principale source d'information pour les jeunes sud-coréens progressistes.